# Blasius Amon
Blasius Amon   (Hall in Tirol, 1558 (Gregorià) - Viena, 1590) Anton Blasius Amon va ser un frare franciscà austríac i sacerdot catòlic, que també va ser compositor i cantant durant el Renaixement tardà.
Cap al 1568 Blasius Amon va arribar a l'orquestra de la cort de l'arxiduc Ferran II a Innsbruck com a noi de cor. Va rebre una formació musical exhaustiva sota la direcció dels mestres de banda Wilhelm Bruneau (actiu del 1564 al 1584) i Alexander Utendal (actiu del 1564 al 1581), que va perfeccionar en viatges d'estudis. La seva estada a Venècia del 1574 al 1577, en particular, va marcar la seva obra. No només hi va portar les modulacions habituals, sinó també el doble cor venecià amb ell a la seva terra natal.
El 1582 va publicar a Viena la seva primera obra musical, Liber sacratissimarum cantionum selectissimus. Sacrae Cantiones va aparèixer a Munic el 1590.
S'ha demostrat que Blasius Amon va treballar per a diversos monestirs (Zwettl, Lilienfeld, Heiligenkreuz i Neustift prop de Brixen). Va crear principalment obres vocals sagrades, incloent motets polifònics i misses.
A la primavera de 1587 va ingressar a l'orde dels franciscans de Viena i va ser ordenat sacerdot abans de la seva prematura mort.

## Feina
Entrades dominicals durant tot l'any, segons el ritu de l'Església catòlica, conreades amb dolçor i brevetat en quatre paraules, útils i necessàries. Wien 1601 (Online-Version der Bayerischen Staatsbibliothek).